# 科塔蓋塔河
科塔蓋塔河（Cotagaita River），是玻利維亞的河流，位於該國南部波托西省，處於安第斯山脈地區，屬於皮科馬約河的流域，是圖穆斯拉河的右支流，河道全長86公里。